# Alphonse Amadou Alley
Alphonse Amadou Alley (Bassila, Dahomey, 9 de abril de 1930-Cotonú, Benín, 28 de marzo de 1987) fue un militar y Presidente de Benín. Nació en el seno de una familia del grupo étnico widji, al norte de Benín. Estudió en escuelas de Togo y Senegal, hasta que en 1950 se alista en el ejército francés, siendo entrenado en Indochina (Vietnam).
En 1953 estudió en la Escuela Oficial de San Maixent, Francia. Participó en combates en Marruecos (1955-1956) y Argelia (1959-1961), siendo maestro paracaidista. Cuando Dahomey (Benín) recibió la independencia (1960), volvió a su país, ascendido a capitán.
En 1965 influyó en Christopher Soglo para que tomara el poder por la fuerza, y éste le nombró Jefe de Estado Mayor del Ejército, mientras que al general Maurice Kouandété nombró primer ministro, quien decide derrocar a Soglo, pero al no recibir apoyo de ningún sector, se mantuvo como jefe de gobierno, mientras la presidencia temporal de Benín la recibía Alphonse Alley.
Inició un itinerario a la democracia, reformó la Constitución y convocó a elecciones abiertas. En su breve mandato estableció reformas educativas y de salubridad. Entregó el mando en 1968, retirado del ejército se negó a aceptar cargos públicos. En 1972 participó en el golpe de Estado que dejó en el poder a Mathieu Kérékou, terminando su carrera.
Falleció en Cotonú, el 28 de marzo de 1987.
| Predecesor: Christopher Soglo | Presidente de la República de Benín 1967-1968 | Sucesor: Emile Derlin Henri Zinsou |

- Datos: Q682150